# Stiftskerk Sint-Anna (München)
De rooms-katholieke stiftskerk Sint-Annakerk (Damenstiftskirche St. Anna) is een filaalkerk van de Sint-Petruskerk in de historische binnenstad van München.

## Locatie
De kerk bevindt zich op de hoek Damenstiftstraße/Altheimer Eck in de wijk Hackenviertel van de oude historische binnenstad.

## Geschiedenis

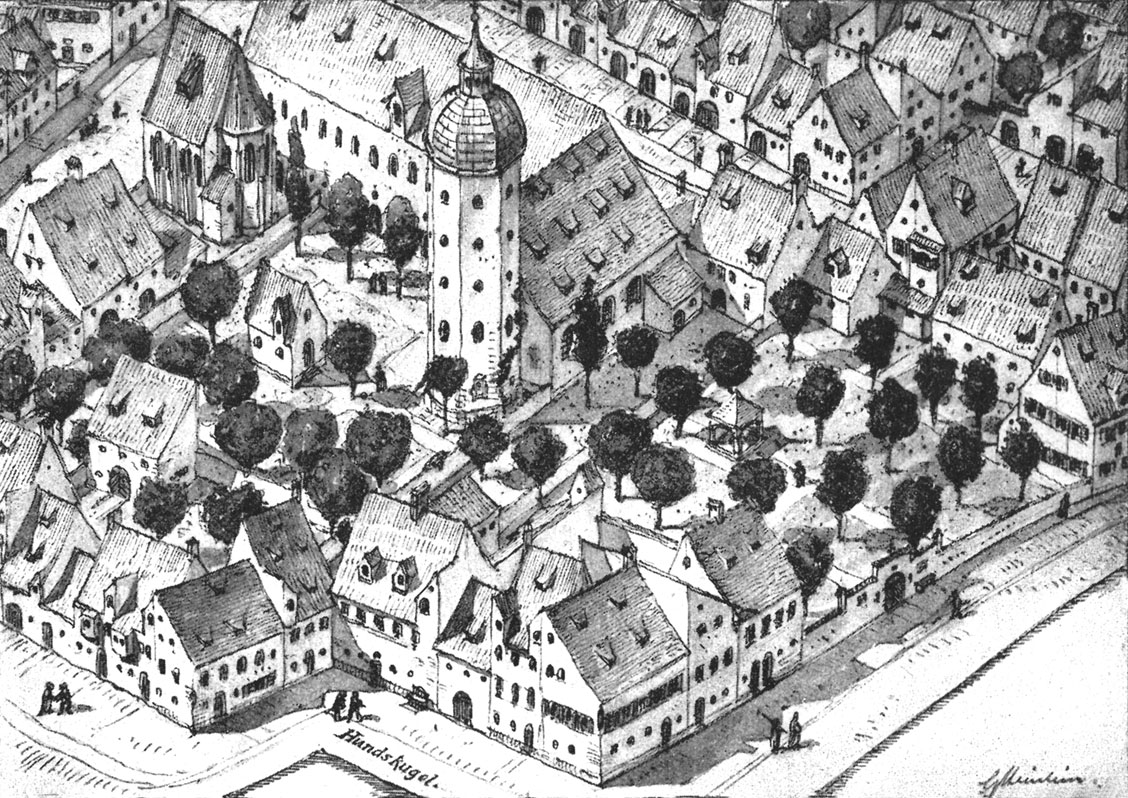
Het Annakerkje en het Indersdorfer kloosterhuis

In 1440 liet hertog Albrecht III van Beieren een kapel bij een nevenvestiging van het klooster Indersdorf in het destijds nog zelfstandige dorp Altheim oprichten. Deze kapel werd nog in de 15e eeuw afgebroken om gotische nieuwbouw mogelijk te maken. De gotische kerk moest vervolgens wijken toen in opdracht van keurvorst Karel Albrecht een kloosterkerk voor de zusters visititandinnen werd gebouwd, die er een klooster in de rechtsvorm van een stift oprichtten. De architect van de kerk was de hofbouwmeester Johann Baptist Gunetzrhainer, de gebroeders Asam namen het interieur voor hun rekening. In 1735 werd de stiftskerk ingewijd.
De stiftskerk werd in de Tweede Wereldoorlog tot op de buitenmuren verwoest. In 1980 volgde de herbouw door Erwin Schleich. Omdat van het interieur slechts zwart-wit fotos's bestonden, werd besloten om de fresco's in sepiakleuren te reconstrueren. Hetzelfde gebeurde met de schilderijen in de drie altaren. Bijzonder en uniek voor Beieren is de beeldengroep van het Laatste Avondmaal.
Het damesstift zelf, dat door keurvorstin Maria Anna voor adellijke dames werd opgericht, huisvest tegenwoordig een school.

## Bijzondere kunstwerken
- Het altaarschilder Anna te Drieën (Joseph Ruffini)
- Het fresco "Huldiging van de Engelen" bij de ingang van Cosmas Damian Asam
- Het koepelfresco "Glorie van het Apocalyptische Lam" (Cosmas Damian Asam)
- Het fresco in het koor voorstellende een engelenconcert (Cosmas Damian Asam)
- De verheerlijking van de heilige Franciscus van Sales (Balthasar Augustin Albrecht)

## Afbeeldingen

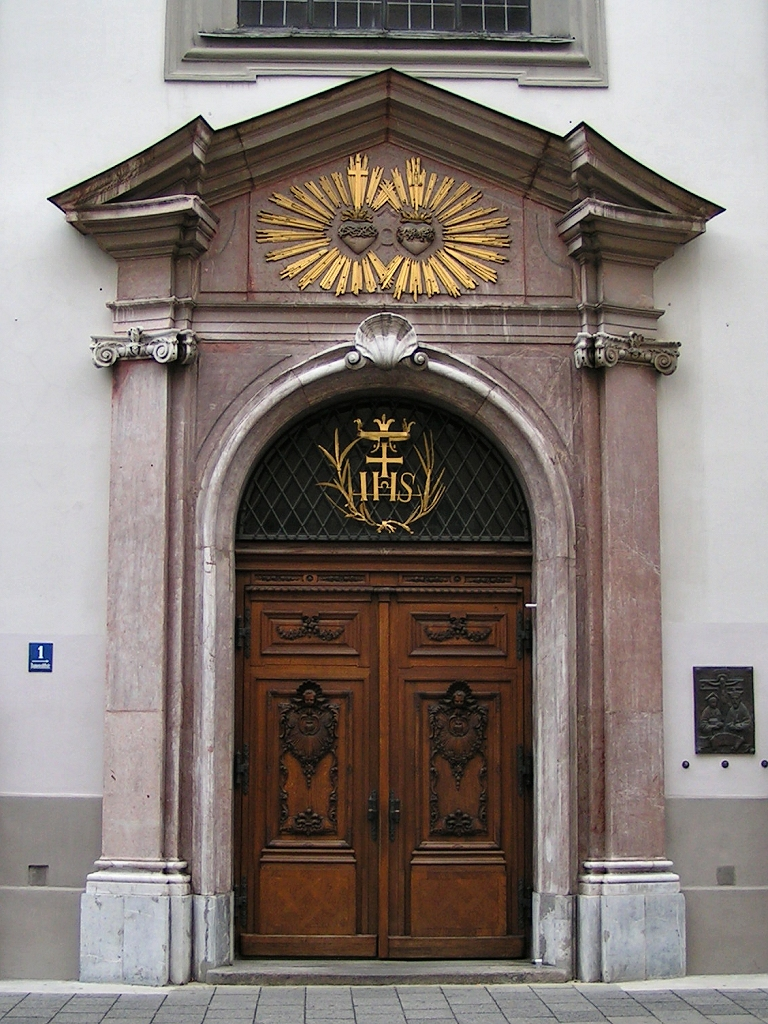
Toegangsportaal
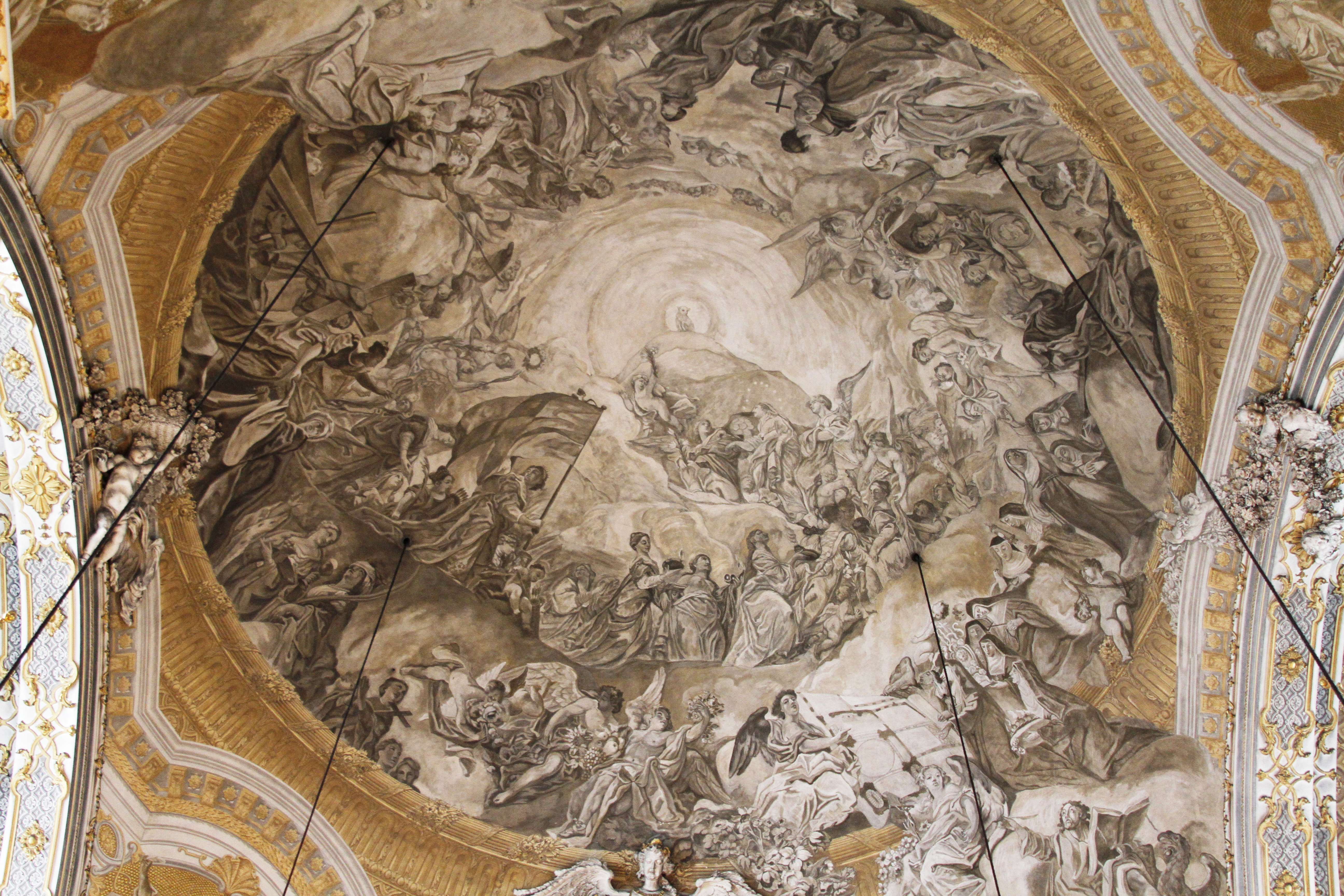
fresco "Glorie van het Apocalyptische Lam"
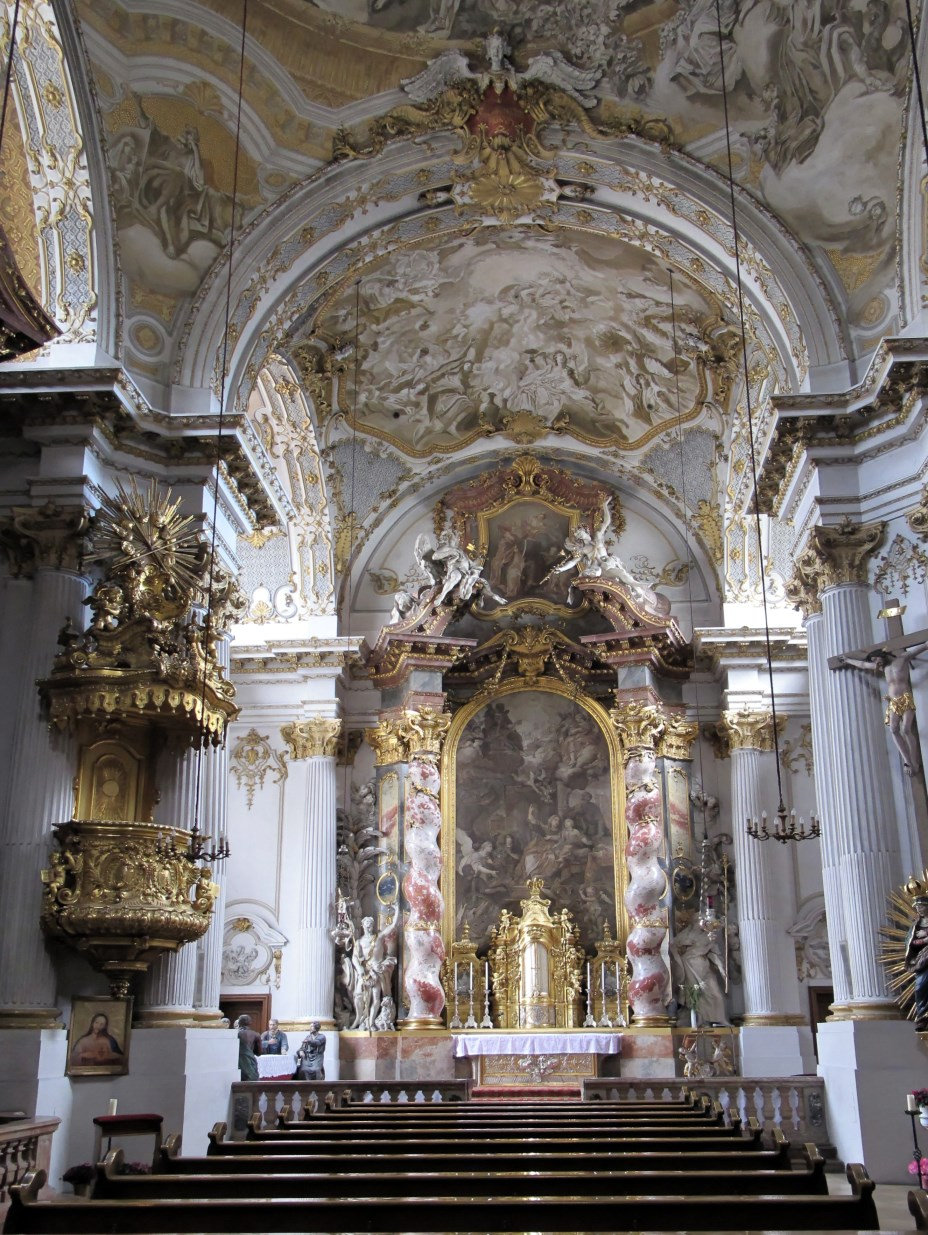
Hoogaltaar